# Tommy Widing

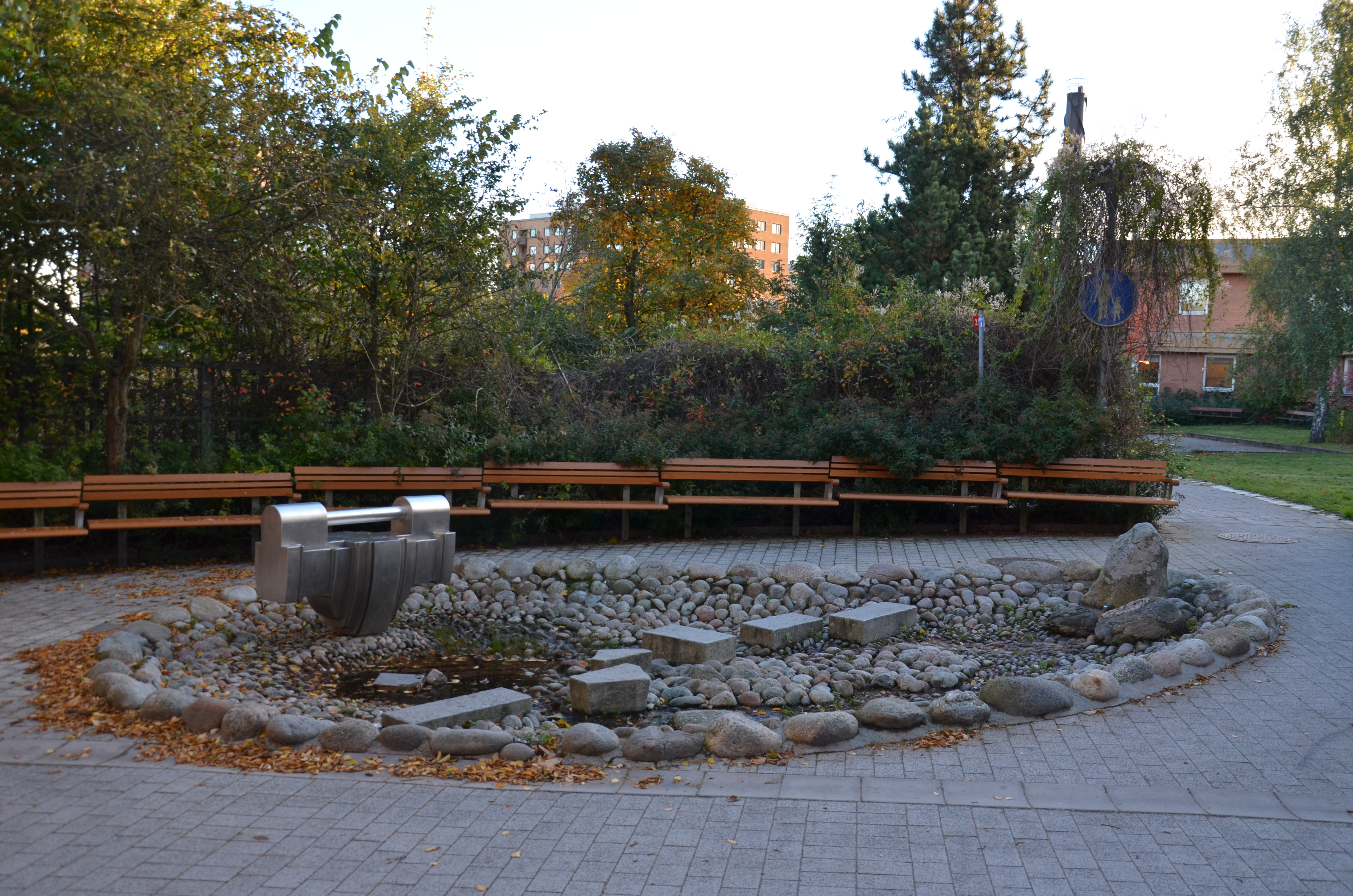
Osome-Jo, Axelsbergs torg i Hägersten i Stockholm

Tommy Widing, folkbokförd Viding, född 15 mars 1944 i Stockholm, är en svensk skulptör.
Han är son till verkmästaren Sture Widing och Märta Thunström. Widing utbildade sig på Konstfackskolan i Stockholm 1959–1965 och genom självstudier under resor i Tyskland, Tjeckoslovakien och Frankrike. Han var anställd som medhjälpare till Palle Pernevi 1964 vid utförandet av den 5 meter höga rostfria stålskulpturen Nerthus moriens i Falköping. Som arkitekt Georg Varhelyis medhjälpare var han 1965 med om att dela förstapriset i konstsalongen Samlarens tävling Integrerad konst. Med Roland Haeberlein som medhjälpare vann han 1966 en tävling om utsmyckningen av bostadsområdet Vallby i Västerås. Han var representerad i utställningen Nutida svensk konst som visades på Liljevalchs konsthall 1966 och i flera av Liljevalchs Stockholmssalonger. Hans konst består av abstrakta skulpturer i svetsat järn, rostfritt stål och andra metaller.  Widing är representerad vid bland annat Moderna museet i Stockholm.

## Offentliga verk i urval
- Moment, rostfritt stål, 1971, innergård på Vialundaskolan i Kumla[4]
- Vägen genom byn, driven aluminiumplåt, 1974, trapphall i Högsätraskolan i Lidingö
- Scenbild, anodiserad aluminium, 1976, Folkets Park i Sundsvall
- galler i rostfritt stål till Länssparbanken i Jönköping
- Utan titel, rostfritt stål. 1982, Allhuset, Stockholms universitet
- Osome-Jo, rostfritt stål, 1983, Axelsbergs torg i Hägersten i Stockholm
- Cisternan, rostfritt stål, 1986, entrén till företaget Van den Bergh Food i Sydhamnen i Helsingborg (ursprungligen utanför Margarinbolaget i Lidingö)
- Hjulet, rostfritt stål med spegel i härdat glas, 1990, entrén till Motortestcentret i Jordbro, Haninge kommun
- Osome-Jo, aluminium i stenträdgård, ombyggd 2005, Karolinska Universitetssjukhuset i Solna, nybygget vid neonatalavdelningen